# Grondwet van de Russische Federatie

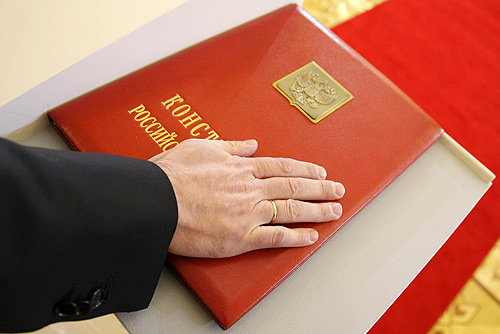
Inuauguratie van Medvedev op grondwet (7 mei 2008)

De Grondwet van de Russische Federatie (Russisch: Конституция Российской Федерации; Konstitoetsija Rossijskoj Federatsii) is de huidige grondwet van de Russische Federatie en werd aangenomen per referendum op 12 december 1993. Deze grondwet verving daarmee de eerdere Sovjet-grondwet van 12 april 1978 van de RSFSR na de Russische constitutionele crisis van 1993.
De grondwet heeft in veel opzichten het karakter van de Sovjet-grondwet, met bijvoorbeeld wetten die het recht op arbeid en het recht op vakantie waarborgen. Verder was ze bij het opstellen vooral gericht op het waarborgen van de macht van president Boris Jeltsin.

## Indeling
De grondwet is onderverdeeld in twee hoofdstukken:

### Hoofdstuk 1
1 Grondbeginselen van het Grondwettelijk Systeem
In artikel 1 staat vermeld dat Rusland een democratische federatie is en een republiek. Rusland respecteert de mensenrechten (art 2) en de macht ligt bij het volk die door middel van open en vrije verkiezingen en referenda hun voorkeuren bekend kunnen maken (art 3). De scheiding der machten, de wetgevende macht die wetten opstelt, een uitvoerende macht die het dagelijks bestuur van de staat uitoefent en een rechterlijke macht, is vastgelegd in art 10. Art 14 bepaalt dat er geen staatsreligie is en legt een scheiding vast tussen staat en kerk.
2 Rechten en Vrijheden van Mens en Burger
In artikel 17 staat dat de fundamentele mensenrechten worden gerespecteerd. De vrijheid van meningsuiting (art 29), vergadering (art 30) en vereniging (art 31) zijn vastgelegd.
3 Russische Federatie

4 President van de Russische Federatie
In art 80 staat dat de president het staatshoofd is. De president wordt voor zes jaar gekozen, iedereen die ouder is dan 35 jaar en langer dan 10 jaar in Rusland woont kan zich verkiesbaar stellen en de president mag niet meer dan twee termijnen achter elkaar dienen (art 81). In art 83 staan de bevoegdheden van de president, zoals: de president benoemt de premier, maar de Staatsdoema moet deze bevestigen. De premier draagt zijn ministers voor, maar de president benoemd ze. Voor de hoogste rechterlijke instanties stelt de president kandidaten voor. In art 84 staat dat de president de verkiezingen voor de Staatsdoema uitschrijft en referenda bekendmaakt. Art 90 geeft de president het recht decreten en orders uit te vaardigen. De president is onschendbaar (art 91), maar de Federatieraad van Rusland heeft het recht een afzettingsprocedure te starten (art 93).
5 Federatieve Vergadering
Het parlement bestaat uit de Staatsdoema, het lagerhuis, en de Federatieraad of het hogerhuis (art 95). De Staatsdoema telt 450 leden die voor een periode van vijf jaar worden gekozen (art 96).
6 Overheid van de Russische Federatie

7 Rechterlijke macht
De rechters zijn onafhankelijk (art 120), worden benoemd voor het leven (art 121) en zijn onschendbaar (art 122).
8 Lokaal Zelf-Bestuur

9 Grondwettelijke Amendementen en Revisies

### Hoofdstuk 2
1. Besluitende en Overgangsbepalingen

## Amendementen
De wijzigingen van 2008, die in november 2008 werden voorgesteld en op 31 december 2008 van kracht werden, verlengden de ambtstermijnen van de president van Rusland en de Staatsdoema van respectievelijk vier naar zes en vijf jaar. Eerder werden er slechts kleine amendementen gedaan met betrekking tot de naamgeving van de federale deelgebieden of hun samenvoeging, wat een veel eenvoudiger procedure vereist.
Op 15 januari 2020 deed president Vladimir Poetin in zijn jaarlijkse toespraak voor de Staatsdoema en de Federatieraad (senaat) een aantal voorstellen om de grondwet te wijzigen. Hij wil het parlement meer verantwoordelijkheid geven bij het formeren van de regering. In de huidige grondwet heeft de Doema alleen het recht in te stemmen met de premier die wordt voorgedragen door de president, en is het de president die alle ministers benoemt. Poetin stelt voor de Doema stemrecht te geven bij de benoeming van alle ministers. De Russische president blijft overigens direct verantwoordelijk voor de strijdkrachten, de politie en justitie al worden de benoemingen van functionarissen binnen leger en justitie in zijn plannen voortaan gedaan in overleg met de senaat. De voorstellen impliceren een inperking van de macht van de president en een verschuiving van een strikt presidentieel stelsel naar een meer ‘semi-presidentieel’ staatsbestel. De Russische president blijft overigens direct verantwoordelijk voor de strijdkrachten, de politie en justitie al worden de benoemingen van functionarissen binnen leger en justitie in zijn plannen voortaan gedaan in overleg met de federatieraad. Na de goedkeuring van de wijzigingen kan Poetin nog eens twee ambtstermijnen aanblijven. Over de amendementen zal een volksraadpleging zijn, aanvankelijk op april 2020, maar later uitgesteld vanwege de COVID-19-pandemie.